# José Luis Corral (Bischof)
José Luis Corral Peláez SVD (* 12. August 1968 in Córdoba, Argentinien) ist ein argentinischer Ordensgeistlicher und römisch-katholischer Bischof von Añatuya.

## Leben
José Luis Corral trat 1987 der Ordensgemeinschaft der Steyler Missionare bei und legte am 20. Februar 1989 die erste Profess ab. Er studierte Philosophie und Katholische Theologie am Centro de Estudios Filosóficos y Teológicos Santo Toribio de Mogrovejo und erwarb an der Katholischen Universität Córdoba ein Lizenziat im Fach Religionswissenschaft. 1996 legte Corral die ewige Profess ab. Er empfing am 1. März 1997 das Sakrament der Priesterweihe.
Anschließend war José Luis Corral Pfarrer der Pfarrei Nuestra Señora de los Dolores in Tumbaya und Novizenmeister, bevor er 2005 Provinzialrat der Steyler Missionare in Argentinien wurde. Von 2008 bis 2011 war Corral in der Pfarrei San Isidro in Maracaibo in Venezuela tätig. 2011 wurde er Novizenmeister im Noviciato Latinoamericano in Asunción in Paraguay. Seit 2013 war José Luis Corral Provinzialsuperior der Steyler Missionare für Südargentinien.
Am 19. Juli 2019 ernannte ihn Papst Franziskus zum Koadjutorbischof von Añatuya. Der Bischof von Añatuya, José Melitón Chávez, spendete ihm am 31. August desselben Jahres die Bischofsweihe; Mitkonsekratoren waren der Erzbischof von Córdoba, Carlos José Ñáñez, und der emeritierte Erzbischof von Tucumán, Luis Héctor Kardinal Villalba. José Luis Corral wurde am 16. Oktober 2019 in Nachfolge des am gleichen Tag zum Koadjutorbischof von Concepción ernannten José Melitón Chávez Bischof von Añatuya.